# Robin Hood: Defender of the Crown
Robin Hood: Defender of the Crown (в переводе с англ. — «Робин Гуд: На страже короны») — компьютерная игра в жанре пошаговой стратегии,  ремейк стратегии 1986 года, Defender of the Crown, на новом движке Macromedia Director. Разработчиком выступила компания Cinemaware. Capcom издала игру в 2003 и 2004 годах на PC, PlayStation 2 и Xbox. Сюжет игры основан на легендах о Робине Гуде. Распространением и локализацией пошаговой стратегии в России занималась компания «Акелла».

## Сюжет
То было время великих волнений в Англии. Король Ричард Львиное Сердце попадает в плен, а его наследник не спешит платить выкуп. Вместо этого, деспотичный принц Джон захватывает трон и объявляет себя новым королём Англии. В стране вспыхивает гражданская война. Жадные дворяне воюют между собой, в то время как принц Джон посылает армии к ослабевшим вассалам, желая подчинить себе их, а затем — и весь народ Англии.
Во времена беззакония, только преступник сможет привести людей к свободе. Один человек, воплощение истинной чести, клянется спасти свой народ и восстановить мир на земле. Имя этого человека — Робин Гуд. Начиная свой путь с редких стычек с шерифом Ноттингемским в Шервудском лесу, Робин со временем оказывается втянутым в политические интриги и масштабные сражения, что затронут весь Туманный Альбион. Герою бедняков и защитнику слабых, предстоит стать спасителем целой нации.

## Отзывы в прессе
| Сводный рейтинг       | Сводный рейтинг | Сводный рейтинг | Сводный рейтинг |
| Издание               | Оценка          | Оценка          | Оценка          |
| Издание               | PC              | PS2             | Xbox            |
| --------------------- | --------------- | --------------- | --------------- |
| GameRankings          | N/A             | 62,80 %         | 55,30 %         |
| Русскоязычные издания |                 |                 |                 |
| Издание               | Оценка          | Оценка          | Оценка          |
| Издание               | PC              | PS2             | Xbox            |
| Absolute Games        | 62 %            | N/A             | N/A             |
| Game.EXE              | 3 из 5          | N/A             | N/A             |
| «Игромания»           | 8 из 10         | N/A             | N/A             |
| «НИМ»                 | 6,9 из 10       | N/A             | N/A             |
| «Страна игр»          | 5 из 10         | N/A             | N/A             |

Игра получила в основном смешанные отзывы, от средних до хороших.
Издание IGN поставило игре рейтинг 7.1 (Хорошо). Рецензент отметил, что, «по ходу игры, „Робин Гуд: На страже короны“ открывает новые элементы, которые понравятся игрокам, особенно тем, что любят стратегии»
В то же время, французский сайт JeuxVideo.com поставил игре 11 из 20 баллов, назвав игру «слишком старающейся показать своё разнообразие, отчего теряется всё очарование и богатство разных стилей… мы не чувствуем себя Робинами Гудами».
Автору из ActionTrip понравилась графическая составляющая игры и качество диалогов, но эти вещи не повлияли на «простоту игровых механик», конечный результат — короткая и наивная игра", с оценкой в 5.5 балла (нормально).
Gamespot поставил игре оценку 6.0 (справедливо), и порекомендовал игру, «только настоящим фанатам оригинала».